# Daniel Dae Kim
Daniel Dae Kim (* 4. August 1968 als Kim Dae-hyun, koreanisch 김대현, in Busan, Südkorea) ist ein US-amerikanischer Schauspieler, Produzent und Synchronsprecher.

## Leben
Daniel Dae Kim wurde in Busan, Südkorea, geboren und zog mit seiner Familie in die Vereinigten Staaten, als er zwei Jahre alt war. Er wuchs in New York City, Easton und Bethlehem, Pennsylvania, auf.
Daniel Dae Kim wurde bekannt durch wiederkehrende Gastrollen in Serien wie Angel – Jäger der Finsternis, Star Trek: Enterprise, Emergency Room – Die Notaufnahme und vor allem durch die Staffeln 2–4 der US-Fernsehserie 24, in der er den CTU-Agenten Tom Baker spielt. In der kurzlebigen Serie Crusade (ein Spin-off der Serie Babylon 5) spielte er eine der Hauptrollen als Lt. John Matheson. Daneben wirkte er in kleineren Rollen in Kinofilmen wie Hulk, Spider-Man 2, American Shaolin oder L.A. Crash mit und hatte je eine Gastrolle in der Episode Rückkehr aus der Zukunft in Akte X – Die unheimlichen Fälle des FBI und in der Star Trek: Raumschiff Voyager-Episode Es geschah in einem Augenblick. Er spielte eine Folge (Episode 4.04: Der Mann mit dem Drachendolch) bei Charmed – Zauberhafte Hexen mit. Außerdem spielte er in dem Horrorfilm The Cave mit.
Größere Bekanntheit erlangte er durch die langjährige Hauptrolle als Jin Kwon in der Fernsehserie Lost. Von 2010 bis 2017 spielte Kim eine der Hauptrollen in Hawaii Five-0, der Neuauflage der 1970er Krimiserie Hawaii Fünf-Null.
Nebenbei ist Kim auch als Synchronsprecher für Videospiele tätig. Unter anderem spricht er seit 2006 die Figur des Johnny Gat in den bisher vier Saints-Row-Spielen. Seit Saints Row: The Third ist auch das Aussehen der Figur dem von Kim nachempfunden.

## Filmografie (Auswahl)
- 1991: American Shaolin
- 1994: Law & Order (Fernsehserie, Folge 4x11)
- 1997: Der Schakal (The Jackal)
- 1997: Beverly Hills, 90210 (Fernsehserie, Folgen 8x03–8x04)
- 1998: Seinfeld (Fernsehserie, Folge 9x16)
- 1999: Crusade (Fernsehserie, 13 Folgen)
- 1999: Walker, Texas Ranger (Fernsehserie, Folge 8x06)
- 2000: Star Trek: Raumschiff Voyager (Star Trek: Voyager, Fernsehserie, Folge 6x12)
- 2001: Charmed – Zauberhafte Hexen (Charmed, Fernsehserie, Folge 4x04)
- 2001: CSI: Den Tätern auf der Spur (CSI: Crime Scene Investigation, Fernsehserie, Folge 2x10)
- 2001–2003: Angel – Jäger der Finsternis (Angel, Fernsehserie, 12 Folgen)
- 2003: Hulk
- 2003–2004: Star Trek: Enterprise (Fernsehserie, 3 Folgen)
- 2003–2004: Emergency Room – Die Notaufnahme (ER, Fernsehserie, 4 Folgen)
- 2003–2004: 24 (Fernsehserie, 11 Folgen)
- 2004: Spider-Man 2
- 2004: L.A. Crash (Crash)
- 2004: The Shield – Gesetz der Gewalt (The Shield, Fernsehserie, Folge 3x11)
- 2004–2010: Lost (Fernsehserie, 86 Folgen)
- 2005: The Cave
- 2006: Avatar – Der Herr der Elemente (Avatar: The Last Airbender, Fernsehserie, Stimme von General Fong, Folge 2x01)
- 2008: Andromeda – Tödlicher Staub aus dem All (The Andromeda Strain)
- 2010–2017: Hawaii Five-0 (Fernsehserie, 168 Folgen)
- 2011: Arena
- 2011: Der Plan (The Adjustment Bureau)
- 2012: Navy CIS: L.A. (NCIS: Los Angeles, Fernsehserie, Folge 3x21)
- 2012–2014: Die Legende von Korra (The Legend of Korra, Fernsehserie, 7 Folgen, Stimme von Hiroshi Sato)
- 2015: Die Bestimmung – Insurgent (The Divergent Series: Insurgent)
- 2015: Ktown Cowboys
- 2017: MacGyver (Fernsehserie, Folge 1x18)
- 2019–2020: She-Ra und die Rebellen-Prinzessinnen (She-Ra and the Princesses of Power, Fernsehserie, 9 Folgen, Stimme von Micah)
- 2019: The Good Doctor (Fernsehserie, 4 Folgen)
- 2019: Hellboy – Call of Darkness (Hellboy)
- 2019: Always Be My Maybe
- 2020: Blast Beat
- 2020: New Amsterdam
- 2021: Raya und der letzte Drache (Raya and the Last Dragon, Stimme von Benja)
- 2021: Stowaway – Blinder Passagier (Stowaway)
- 2023: Joy Ride – The Trip
- 2024: Avatar – Der Herr der Elemente (Avatar: The Last Airbender, Fernsehserie, 7 Folgen)
- 2025: Butterfly (Fernsehserie)

## Videospiele (Auswahl)
- 2003: Tenchu: Wrath of Heaven als Rikimaru (Stimme)
- 2006: 24: The Game als Agent Tom Baker (Stimme)
- 2006: Saints Row als Johnny Gat (Stimme)
- 2007: Avatar – Der Herr der Elemente: Die Erde brennt als General Fong (Stimme)
- 2008: Saints Row 2 als Johnny Gat (Stimme)
- 2011: Saints Row: The Third als Johnny Gat (Stimme)
- 2013: Saints Row IV als Johnny Gat (Stimme)

## Sonstiges
Daniel Dae Kim initialisierte im August 2020 eine Crowdfunding-Aktion zur Mittelbeschaffung von ca. 55.000 US-Dollar für den Nominierungsprozess zur Ehrung des bekannten chinesischstämmigen US-Schauspielers James Hong mit über 600 Titelnennungen für einen Stern am Walk of Fame auf der Hollywood-Boulevard. Nach erfolgreichen Nominierungsprozess erhielt Hong am 10. Mai 2022 mit 93 Jahren als ältester Schauspieler seinen Stern auf dem Walk of Fame in Hollywood.